# Ismail Ettalibi
Ismail Ettalibi (ur. 8 maja 2002) – marokański zapaśnik walczący w stylu klasycznym. Wicemistrz igrzysk afrykańskich w 2023. Brązowy medalista mistrzostw Afryki w 2023; czwarty w 2020. Pierwszy na Światowych Igrzyskach Sportów Walki w 2023. Mistrz Afryki juniorów w 2022 roku. 